# 영월 고씨굴

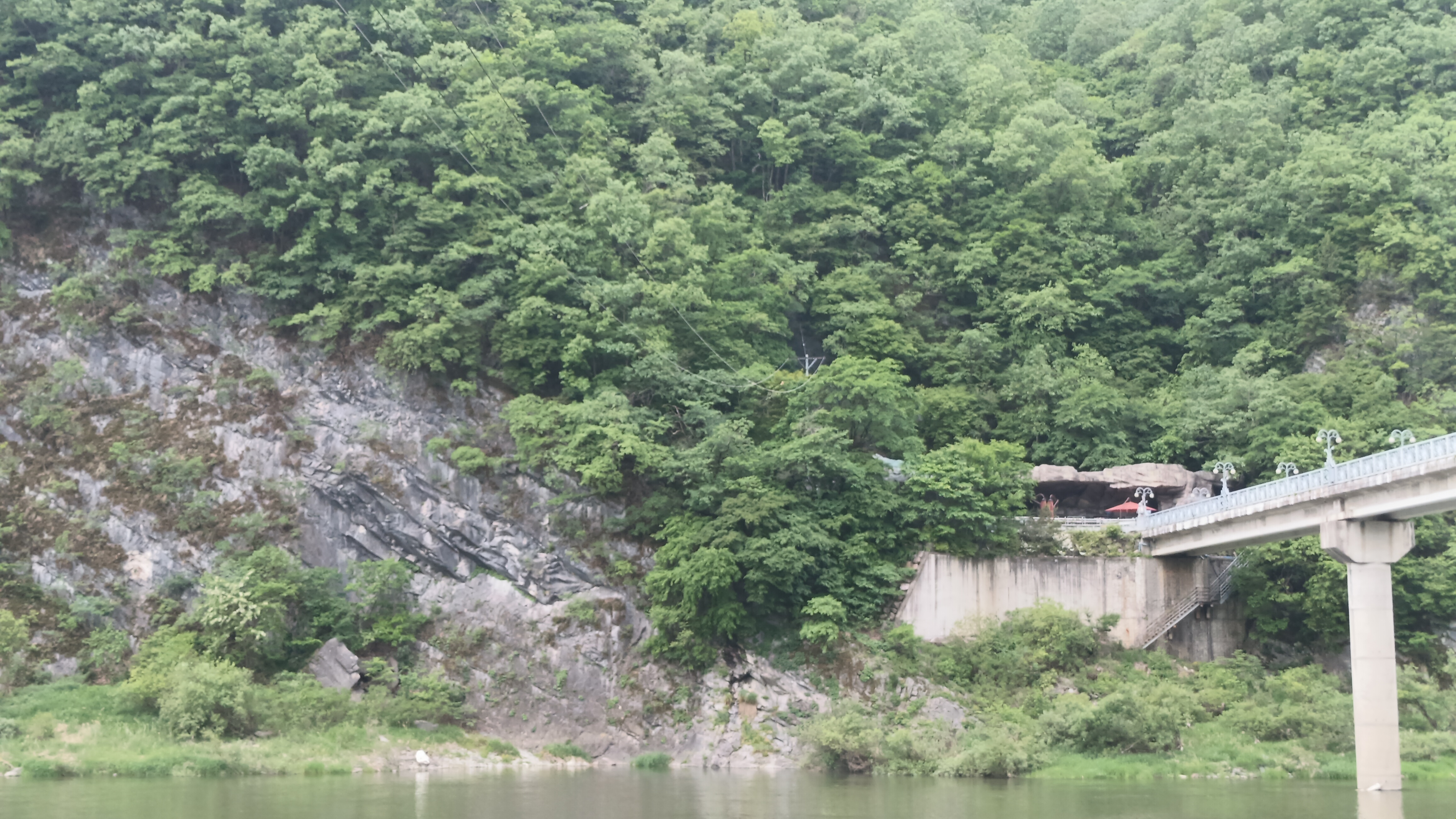
고씨동굴 입구와 조선 누층군 막골층 석회암

영월 고씨굴(寧越 高氏窟)은 대한민국 강원특별자치도 영월군에 있는 석회암 동굴이다. 4억년 전부터 형성되었으며, 길이는 6.3 km에 달한다. 1969년 6월 4일 대한민국의 천연기념물 제219호로 지정되었다.

## 개요
영월 고씨굴은 남한강 상류에 위치해 있으며 임진왜란 때 고씨 일가족이 이곳에 숨어 난을 피하였다하여 "고씨굴"이라는 이름을 얻었다고 한다. 1966년 4월 한국동굴학회가 이끄는 한-일 합동조사단에 의해 알려지게 되었으며, 전체 길이는 약 6 km에 이른다. 동굴 주변의 지질은 고생대 초기에 형성된 조선 누층군 막골층과 고성셰일층으로 구성되어 있다. 이 동굴은 석회암 지층에 발달한 절리를 따라 지하수가 흐르면서, 오랜 시간에 걸쳐 석회암층을 용해시킨 결과로 만들어진 것이다. 형태는 대략 W자를 크게 펴놓은 듯 하다. 동굴 안의 온도는 연중 15 °C 안팎이며 수온은 5.3 °C이다. 고씨굴 안에는 고드름처럼 생긴 종유석과 땅에서 돌출되어 올라온 석순이 널리 분포해 있으며, 화석으로만 존재한다 믿어왔던 갈로아 곤충이 서식하고 있다.
영월 고씨굴은 종유석과 석순 등이 잘 발달되어 있고, 다른 동굴에 비하여 동굴 속에서만 살아가는 희귀한 생물들이 많이 서식하고 있다.

## 참고 자료
- 영월 고씨굴 - 국가유산청 국가유산포털

## 같이 보기
- 영월군의 지질
- 조선 누층군 막골층
- 영월군
- 한국의 지질
- 석회암 동굴